# Parlamentswahl in Armenien 2007
- ARF: 16
- OEK: 9
- Erbe: 7
- BHK: 18
- HHK: 64
- Unabh.: 17

Die Parlamentswahl in Armenien 2007 fand am 12. Mai 2007 statt. Die drei Regierungsparteien HHK, BHK und ARF konnten ihre Ergebnisse bei dieser Wahl zur Nationalversammlung deutlich verbessern, die beiden stärksten bildeten daraufhin eine neue Koalition.

## Modalitäten und System
Von insgesamt 131 Sitzen in der armenischen Nationalversammlung werden 90 nach dem Verhältniswahlsystem vergeben, während die anderen 41 nach dem Mehrheitswahlsystem über die Wahlkreise besetzt werden. Die Sperrklausel liegt bei 5 % für Parteien und bei 7 % für Allianzen.
Nach den umstrittenen und international kritisierten Wahlen von 2003 war ein neues zentralisiertes Wählerregister eingeführt worden, das auf Ausweis- und Polizeidatenbanken basiert und Wahlfälschungen verhindern soll. Die Einführung wurde von der OSZE als wichtige Maßnahme begrüßt. Die Wahl wurde im Auftrag der OSZE von 100 Parlamentariern anderer Staaten sowie 300 weiteren Beobachtern beobachtet.

## Teilnehmende Parteien
Für die Teilnahme an der Wahl waren 26 Parteien registriert:
1. Nationaldemokratische Partei
2. Nationale Einheit (AM)
3. Partei Vereinter Armenier
4. Blühendes Armenien (BHK)
5. Allianz (arm. Daschink)
6. Erbe
7. Volkspartei
8. Demokratische Heimatspartei
9. Demokratischer Weg
10. Armenische Revolutionäre Föderation (ARF)
11. Fortschrittspartei Armeniens
12. Armenische Demokratische Partei
13. Jugendpartei Armeniens
14. Armenische Volkspartei
15. Armenische Kommunistische Partei (HKK)
16. Republikanische Partei Armeniens (HHK)
17. Marxistische Partei Armeniens
18. Armenische Allnationale Bewegung (HHS)
19. Republik (Hanrapetutjun)
20. Vereinigte Arbeiterpartei (HDK)
21. Vereinigte Liberal-Nationale Partei
22. Neue Zeit
23. Konservative Partei
24. Sozialdemokratische Huntschak-Partei (SDHK)
25. Christliche Wiedergeburt des Volkes
26. Land des Rechts (OEK)

## Offizielles Ergebnis
| Partei                                                       | Partei                                | Parteiliste | Parteiliste | Parteiliste | Wahlkreis | Sitze Gesamt | ± |
| Partei                                                       | Partei                                | Stimmen     | Anteil      | Sitze       | Sitze     | Sitze Gesamt | ± |
|                                                              | Republikanische Partei Armeniens      | 458.258     | 34,26 %     | 41          | 23        | 64/131       |   |
|                                                              | Blühendes Armenien                    | 204.483     | 15,29 %     | 18          | 0         | 18/131       |   |
|                                                              | Armenische Revolutionäre Föderation   | 177.907     | 13,30 %     | 16          | 0         | 16/131       |   |
|                                                              | Land des Rechts                       | 95.324      | 7,13 %      | 8           | 1         | 9/131        |   |
|                                                              | Erbe                                  | 81,048      | 6,06 %      | 7           | 0         | 7/131        |   |
|                                                              | Vereinigte Arbeiterpartei (HDK)       | 59.271      | 4,43 %      |             |           | 0/131        |   |
|                                                              | Nationale Einheit (AM)                | 49.864      | 3,73 %      |             |           | 0/131        |   |
|                                                              | Neue Zeiten                           | 47.060      | 3,48 %      |             |           | 0/131        |   |
|                                                              | Volkspartei                           | 37.044      | 2,77 %      |             |           | 0/131        |   |
|                                                              | Allianz                               | 32.943      | 2,44 %      |             |           | 0/131        |   |
|                                                              | Armenische Volkspartei                | 22.762      | 1,70 %      |             |           | 0/131        |   |
|                                                              | Republik                              | 22.288      | 1,67 %      |             |           | 0/131        |   |
|                                                              | Impeachment-Union                     | 17.475      | 1,31 %      |             |           | 0/131        |   |
|                                                              | Armenische Kommunistische Partei      | 8.792       | 0,66 %      |             |           | 0/131        |   |
|                                                              | Nationaldemokratische Partei          | 8.556       | 0,64 %      |             |           | 0/131        |   |
|                                                              | Demokratischer Weg                    | 8.351       | 0,62 %      |             |           | 0/131        |   |
|                                                              | Nationaler Konsens                    | 4.199       | 0,31 %      |             |           | 0/131        |   |
|                                                              | Demokratische Partei Armeniens        | 3.686       | 0,27 %      |             |           | 0/131        |   |
|                                                              | Christlich-Demokratische Wiedergeburt | 3.433       | 0,25 %      |             |           | 0/131        |   |
|                                                              | Vereinigte Liberal-Nationale Partei   | 2.739       | 0,20 %      |             |           | 0/131        |   |
|                                                              | Marxistische Partei Armeniens         | 2.660       | 0,20 %      |             |           | 0/131        |   |
|                                                              | Jugendpartei Armeniens                | 2.291       | 0,17 %      |             |           | 0/131        |   |
|                                                              | Sozialdemokratische Huntschak-Partei  | 989         | 0,07 %      |             |           | 0/131        |   |
|                                                              | Unabhängige                           | Unabhängige | Unabhängige | Unabhängige | 17        | 17/131       |   |
| Ungültige Stimmen                                            | Ungültige Stimmen                     | 38.002      |             | —           |           | —            | — |
| Gesamt                                                       | Gesamt                                | 1.337.731   | 100,00 %    | 90          | 41        | 131          | — |
| Wähler und Wahlbeteiligung:                                  | Wähler und Wahlbeteiligung:           | 2.317.810   | 57,7 %      | —           | —         | —            | — |
| Quelle: electionguide.org, Zentrale Wahlkommission Armeniens |                                       |             |             |             |           |              |   |

## Bewertung des Wahlablaufs
Die drei Regierungsparteien HHK, BHK und ARF konnten ihre Ergebnisse deutlich verbessern, die HHK und die BHK bildeten daraufhin eine neue Koalition. Mit Land des Rechts und Erbe schafften es dagegen nur zwei Oppositionsparteien erneut in das Parlament. Die Opposition kritisierte, die Wahlen seien verfälscht worden, so seien kurz zuvor von hunderttausende neue Pässe ausgestellt worden.
Der Wahlablauf wurde von den Wahlbeobachtern der OSZE gelobt, erstmals seit der Unabhängigkeit des Landes sei es nicht zu schwerwiegenden Verstößen gekommen, Fälschungen seien vermieden worden und die Staatsmacht habe den politischen Willen zu demokratischen Wahlen gezeigt. Der Wahlkampf sei intensiv und medial ausgewogen gewesen, der Wahltag selbst verlief friedlich. Trotz der deutlichen Verbesserungen und der weitgehende demokratischen Abläufe habe es in jedem fünften Wahllokal Fehler bei der Auszählung gegeben. Auch seien Fälle von Stimmenkauf durch die Regierungsparteien beobachtet worden – laut der Opposition eine weit verbreitete Praxis. Dazu kämen Mehrfachabstimmungen und ähnlich verfälschender Umgang mit Wählerlisten. Bei gemeldeten Fehlern seien die Behörden oft nicht gewillt, diese zu korrigieren und allgemein fehle es oft an einer Trennung von Regierungspartei und Staat. All das habe das Gesamtergebnis jedoch nicht wesentlich beeinflusst.